# Karlova

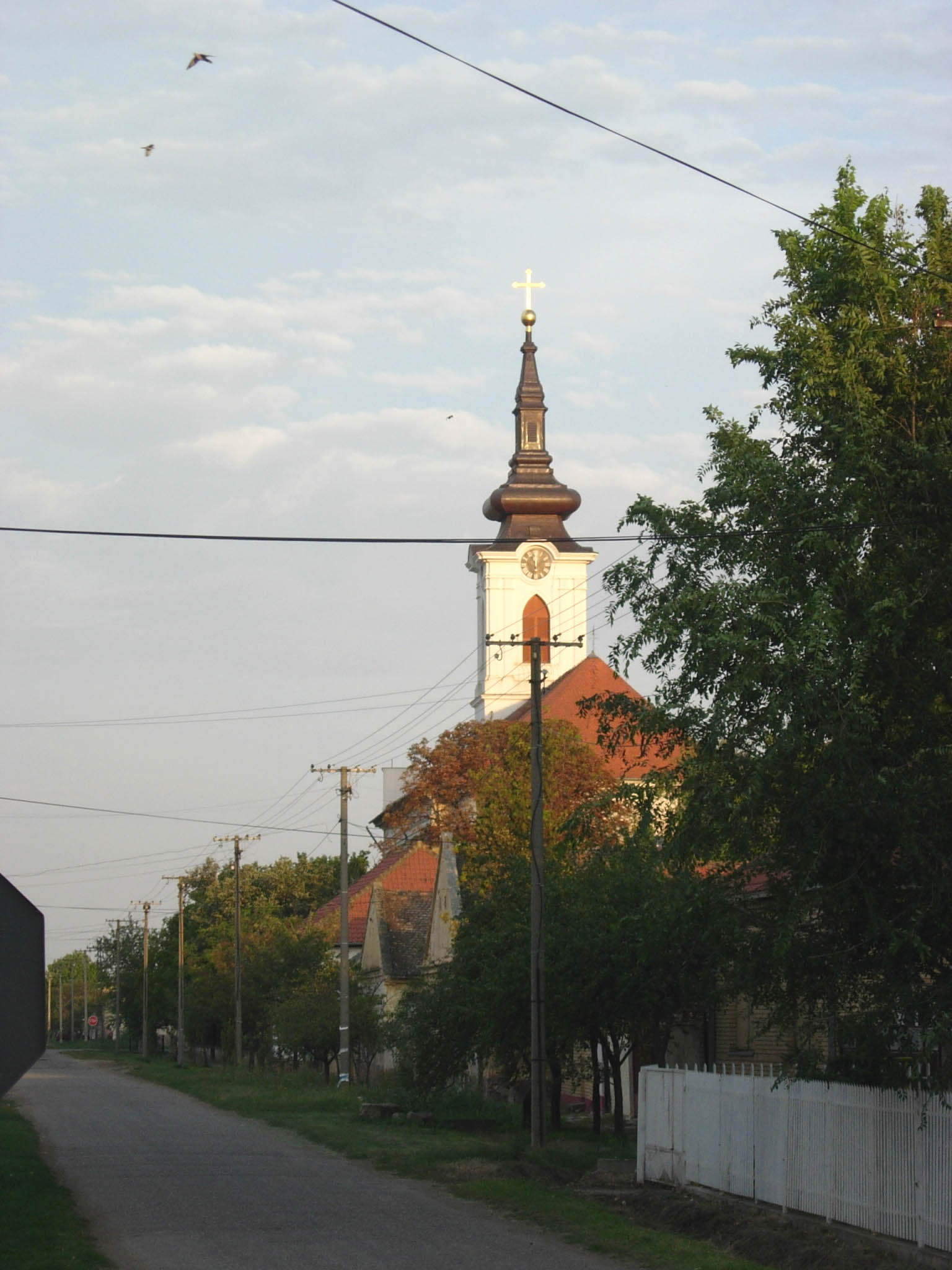
A karlovai ortodox szerb templom

Karlova (szerbül Карлово / Karlovo, németül Karlowo) egykor önálló község, ma  Beodra (szerbül Novo Miloševo) falu északkeleti része Szerbiában, a Közép-bánsági körzetben, Törökbecse községben.

## Története
Helyén a középkorban már létezett egy Böldreszeg nevű falu, ami a 16. század elején Telegdy István birtoka volt. A török hódoltság alatt, az 1550–1552. évi török hadjáratok során elpusztult. 1740-ben Aradról és a déli katonai határőrvidékről szerbeket telepítettek ide. A falu neve Carlova Militair avagy Kalovo lett III. Károly magyar király után. 1774-ben a Nagykikindai kerület része lett.
Vályi András szerint „KARLOVA. Rátz falu Torontal Várm. földes Ura a’ K. Kamara lakosai katolikusok, fekszik Bossahídhoz 2 órányira, Beodra mellett, határja jó termékenységű, búzával, marhával, szénával bővelkedik, Tamásfalva kisded Diverticuluma felében nádas, Tisza vize határja mellett foly el, piatcza T. Becsén, és Fianyován.”
1817. augusztus 1-jén kiváltságlevelet kapott. 1836-ban épült szerb ortodox temploma egy korábbi templom helyén.
Fényes Elek így ír róla: „Karlova, rácz falu, Torontál vmegyében, a kikindai sz. kerületben, ut. p. Beodrához közel: 48 kath., 2 ref., 2668 n. e. óhitü, 16 zsidó lak., óhitü anyatemplommal, 106 egész telekkel. F. u. a kamara.”
1855-ben és 1870-ben árvíz sújtotta. 1863-64-ben éhínség és kolerajárvány pusztított.
1876-tól a trianoni békeszerződésig Torontál vármegye Törökbecsei járásához tartozott. 1883-ban épült meg a Nagykikinda–Nagybecskerek HÉV vonal, 1896-ban pedig a Szeged–Karlova-vasútvonal. 1918-tól, illetve az elcsatolás után a Dragutinovo nevet kapta Dragutin Ristić szerb tábornok tiszteletére. 1946-ban a szerb többségű falut összevonták a magyar többségű Beodrával, és a közös település neve Miloš Klima kommunista partizán után Novo Miloševo lett.

## Külső hivatkozások
- Karlova és Beodra Archiválva 2016. március 18-i dátummal a Wayback Machine-ben – Vajdaság.rs